# Jakub Wacławek
Jakub Wacławek (ur. 1951) – polski architekt.

## Życiorys
Urodził się w rodzinie architektów – Marii Małgorzaty Handzelewicz-Wacławek i Zbigniewa Wacławka. W 1969 ukończył XI liceum im. Reja w Warszawie. Studia na Wydziale Architektury Politechniki Warszawskiej zakończył w 1975 pracą dyplomową pt. Dwa Teatry przygotowaną pod kierunkiem prof. Jana Bogusławskiego.
Od roku 1976 do 1979 pracował w zespole arch. Z. Pawelskiego jako asystent, a potem projektant. W roku 1980/1981 przebywał jako projektant i partner w duńskiej firmie architektonicznej „Nils Basse & Partners”. Od 1982 do 1986 pracował jako partner prof. Stefana Kuryłowicza w Autorskich Pracowniach Architektury (APA). Od roku 1986 prowadził samodzielną pracownię w ramach APA. W 1991 założył własną firmę projektową „ARÉ” sp. z o.o., którą prowadzi do dziś, jako prezes i główny projektant.
W 1979 zaczął pracę na Wydziale Architektury Politechniki Warszawskiej jako asystent projektowania architektonicznego w zespołach: arch. M. Krasińskiego, K. Dygi i M. Gintowta. Aktualnie uczy projektowania jako starszy wykładowca w kierowanej przez siebie Samodzielnej Pracowni Architektury Przemysłowej i Wielkoprzestrzennej.
W roku 1979 otrzymał uprawnienia projektowe. W roku 1986 uzyskał status twórcy Ministerstwa Kultury i Sztuki. Od roku 1975 należy do Stowarzyszenia Architektów Polskich, gdzie pełnił obowiązki prezesa Zarządu Oddziału Warszawskiego (2006–2012) oraz Sędziego Konkursowego. Od 2002 należy do Mazowieckiej Izby Architektów. Od 2006 do 2013 był wiceprzewodniczącym Komisji Urbanistyczno-Architektonicznej przy urzędzie Prezydenta m.st. Warszawy. Od 2007 do 2010 był Przewodniczącym Rady Architektury i Rozwoju Warszawy przy Urzędzie Prezydenta m.st. Warszawy. 

## Realizacje
- 1977: Dom letniskowy nad Narwią (J. Wacławek)
- 1979: Dom jednorodzinny ul. Obrońców (J. Wacławek)
- 1981: Dom letniskowy pod Radzyminem (J. Wacławek)
- 1982–2004: Kościół na os. Widzew w Łodzi ul. Mikołaja Gogola 12 (gł. proj. S. Kuryłowicz, J. Wacławek)
- 1984: Rozbudowa domu jednorodzinnego na Woli (S. Kuryłowicz & J. Wacławek)
- 1984–2004: Kościół w Grodzisku Mazowieckim ul. Podgórna 4 (E. i S. Kuryłowicz, P. Kuczyński & J. Wacławek)
- 1985–2004: Kościół z klasztorem ul. Modzelewskiego 98A w Warszawie (E. i S. Kuryłowicz & J. Wacławek)
- 1991: Dom wielorodzinny ul. Gościeradowska 13 – SM MERKURY (J. Wacławek)
- 1992: Rozbudowa Domu Poselskiego w Warszawie ul. Nullo (J. Wacławek)
- 1996: 
  - Budynek wielorodzinny ul. Piotra Skargi 11 – SM MERKURY (G. Stiasny, P. Marczak & J Wacławek)
  - Zespół wielofunkcyjny mieszkalno-handlowo-biurowy ul. Łucka 18 I 20 – SBM DEMBUD (A. Bołtuć & J. Wacławek)
  - Ratusz gminy Białołęka ul. Modlińska 197 (G. Stiasny & J. Wacławek)
- 1997: Zespół handlowy w Pruszkowie Aleja Wojska Polskiego 20 (P. Sudra & J. Wacławek)
- 1998: Pawilon handlowo-biurowy ul. Barkocińska 6 (J. Wacławek)
- 1999: 
  - Budynek wielorodzinny ul. Tykocińska 42 – RSM PRAGA (J. Wacławek)
  - Zespół wielofunkcyjny mieszkalno-handlowo-biurowy ul. Jana Pawła II 61 – SBM DEMBUD (A. Bołtuć & J. Wacławek)
- 2000: 
  - Zespół wielofunkcyjny mieszkalno-handlowo–biurowy ul. Słomińskiego 15,17,19 – SBM DEMBUD (J. Wacławek & A. Bołtuć, G. Stiasny)
  - Budynki wielorodzinne ul. Turmoncka 15A i 17A – RSM BRÓDNO (G. Pietrzak & J. Wacławek)
- 2001: Osiedle mieszkaniowe ul. Światowida 47 i 49 – MOSTOSTAL EXPORT (G. Stiasny & J. Wacławek)
- 2002: 
  - Zespół wielofunkcyjny mieszkalno-handlowo-biurowy ul. Grzybowska 2 – SBM DEMBUD (G. Stiasny & J. Wacławek)
  - Osiedle ul. Zaruby 6 i Dembego 3 – SM MERKURY (M. Citko, G. Stiasny & J. Wacławek)
- 2003:
  - Osiedle ul. Odkryta 6 – MOSTOSTAL EXPORT (G. Pietrzak, G. Stiasny & J. Wacławek)
  - Budynek wielorodzinny ul. Żelazna 41 – SBM DEMBUD (G. Stiasny & J. Wacławek)
  - Budynek wielorodzinny ul. Dembego 8 – SM MERKURY (G. Stiasny & J. Wacławek)
- 2005: Rozbudowa Urzędu Pracy ul. Grochowska 171B (G. Stiasny & J. Wacławek)
- 2006: Willa w Konstancinie (G. Stiasny & J. Wacławek)
- 2007: 
  - Budynek wielorodzinny ul. Franciszkańska 14 – SBM DEMBUD (G. Stiasny & J. Wacławek)
  - Osiedle w Poznaniu „Małe Naramowice” ul. Rubież 14/44 – ECHO INWESTMENT (W. Ingielewicz, G. Stiasny & J. Wacławek)
- 2008: 
  - Zespół mieszkalny w „Miasteczku Wilanów” ul. Sarmacka 12A – ROBYG INWESTMENT (G. Stiasny & J. Wacławek)
  - Zespół budynków mieszkalnych ul. Stawki, Pokorna, Inflancka – ECHO INWESTMENT (G. Stiasny, G. Pietrzak, J. Wacławek)
  - Zespół mieszkalno-biurowy przy ul. Modzelewskiego 77 w Warszawie (G. Stiasny & J. Wacławek)
- 2009: 
  - Budynek mieszkalny ul. Grębałowska 19 – SBM DEMBUD (G. Stiasny & J. Wacławek)
  - Rozbudowa szkoły ul. Kowieńska 12/20 (G. Stiasny & J. Wacławek)
  - Budynek wielorodzinny ul. Kasprowicza 68 – LUBASA (K. Godlewska, G. Stiasny & J. Wacławek)
- 2010: Budynek wielorodzinny ul. Bonifraterska 8 – SBM DEMBUD (G. Stiasny & J. Wacławek)
- 2013:
  - Terminal lotniska w Lublinie-Świdniku (G. Stiasny & J. Wacławek)
  - Zespół budynków przy ul. Stawki 8 – SM WOLA (G. Stiasny & J. Wacławek)
  - Willa na Mokotowie ul. Olimpijska 5 (G. Stiasny & J. Wacławek, J. Rygiel)
- 2015: 
  - Budynek wielorodzinny ul. Sternicza 1 – SBM LAZUROWA (G. Stiasny & J. Wacławek)
  - Budynek wielorodzinny ul. Krochmalna 55 – SBM DEMBUD (G. Stiasny & J. Wacławek, P. Niebudek)
  - Budynek wielorodzinny ul. Dynasy 18 – SBM DEMBUD (G. Stiasny & J. Wacławek, J. Rygiel)
- 2016: Przebudowa daw. kina „Bajka” na Teatr „Kwadrat” ul. Marszałkowska 138 (G. Stiasny & J. Wacławek, J. Bagiński)
- 2018: Budynek wielorodzinny ul. Wrzeciono 47B – SM MERKURY (G. Stiasny & J. Wacławek)
- 2019:
  - Budynki wielorodzinny „Skarbnica” i „Strażnica” w zespole Koneser ul. Ząbkowska (G. Stiasny & J. Wacławek)
  - Budynek wielorodzinny ul. Barszczewska 19 – SBM DEMBUD (G. Stiasny & J. Wacławek, J. Rygiel)
  - Budynek wielorodzinny ul. Bohaterów Getta 4 – SBM DEMBUD (G. Stiasny & J. Wacławek, P. Niebudek)

## Nagrody
Nagrodzone w konkursach zostały następujące projekty, których był współautorem:
- Centrum Ursynowa-Natolina (I nagroda)
- Ratusz Gminy Białołęka (I nagroda)
- Urząd KNUiFE w Warszawie (I nagroda)
- Zespół sportowy przy szkole nr 215 w Warszawie (I nagroda)
- Centrum Koordynacji Straży Pożarnej w Warszawie (III nagroda)
- Zespół biurowy pl. Puławski (III nagroda)
- Port Lotniczy w Lublinie (I nagroda)
- Plac Małachowskiego w Warszawie (nagroda główna)
- Sąd Apelacyjny we Wrocławiu (wyróżnienie)
- Przekrycie Lapidarium Muzeum Warszawy (1 nagroda)
- Wnętrza Muzeum Woli (II nagroda)
- Wydział UW na Ochocie (III nagroda)

W 2012 razem z Grzegorzem Stiasnym nagrodzony Honorową Nagrodą SARP.